# Valerio Virga
Valerio Virga (Roma, 29 giugno 1986) è un ex calciatore italiano, di ruolo centrocampista, tecnico della Fulgor Chiavazzese RV.

## Carriera

### Club
Inizia la carriera nelle giovanili del Monterotondo, la squadra della città della quale è originario, per poi passare alla Roma, dove prosegue la sua trafila fino alla squadra Primavera giallorossa, con la quale vince il campionato Primavera 2004-2005.
Il 31 agosto 2004 il Palermo acquista metà del suo cartellino, lasciando il giocatore alla Roma, con cui debutta in Serie A a 18 anni, il 10 aprile 2005 in Udinese-Roma (3-3), la prima di 6 presenze nella stagione 2004-2005.
Nella stagione successiva, durante un'amichevole estiva, si rompe il legamento anteriore e salterà tutta la stagione 2005-2006. Tornato nella stagione 2006-2007, ha più volte possibilità di mettersi in mostra grazie all'ampio turnover effettuato dall'allenatore Luciano Spalletti, in particolare in Coppa Italia segna il primo gol contro la Triestina il 29 novembre (2-0 il finale). Il 6 dicembre 2006 fa, invece, il suo debutto nella Champions League nella partita Roma-Valencia (1-0).
Nel luglio del 2007 passa in prestito al Grosseto, compagine neopromossa in Serie B, dove gioca 22 partite (con una rete) di campionato; a fine stagione torna ancora alla Roma, con un ingaggio di 350 000 euro l'anno, dove trova poco spazio. Così a febbraio 2009 passa in prestito al Novara in Prima divisione, mentre per la stagione successiva la società capitolina lo manda in prestito al Cosenza, sempre in Prima Divisione, dove mette a segno 2 reti (contro Verona e Andria) in 20 partite di campionato.
Per la stagione 2010-2011 viene richiamato ancora dalla Roma con la quale è in vigore il contratto quadriennale che lo lega alla squadra capitolina fino al giugno 2012. Il centrocampista, non venendo preso in considerazione né dal tecnico Claudio Ranieri prima e né da Vincenzo Montella dopo, continua ad allenarsi senza giocare mai.
La stagione 2011-2012 lo vede ancora nella squadra della capitale: non partecipa al ritiro di luglio, ma rimane ad allenarsi al centro sportivo Fulvio Bernardini di Trigoria insieme ad altri giocatori fuori rosa. Il 31 agosto 2011, nelle ultime ore di mercato, viene ceduto in prestito alla Virtus Lanciano, con diritto riscatto della comproprietà.
Il 31 gennaio 2012 ritorna alla Roma visti i difficili rapporti con l'allenatore Carmine Gautieri.
Salta l'intera stagione 2012-2013 per una nuova operazione al legamento, la Roma decide di rinnovargli il contratto fino al giugno 2013 permettendo al calciatore le spese dell'operazione.
Nella stagione 2013-2014 passa all'Aprilia, in Seconda Divisione, con la quale gioca 31 partite e realizza 9 reti.
Nel novembre 2014 firma per il Monterotondo, in Eccellenza.
Nell'ottobre 2015 debutta con il Santhià, in Eccellenza. Successivamente, nel dicembre 2015 firma per l'Omegna, campionato di Eccellenza. Debutta il 13 dicembre giocando titolare nella partita in trasferta contro Varallo & Pombia.
Nella stagione 2016-2017 passa al Borgosesia, in Serie D, del quale allena anche i Pulcini 2006. Nel giugno 2018 viene ingaggiato dalla Biellese.

### Nazionale
Ha giocato nelle nazionali italiane Under-18, Under-19 e Under-21.

### Allenatore
Dall'ottobre 2024 siede sulla panchina della Fulgor Chiavazzese RV di Promozione.

## Statistiche

### Presenze e reti nei club
| Stagione          | Squadra           | Campionato        | Campionato | Campionato | Coppe nazionali | Coppe nazionali | Coppe nazionali | Coppe continentali | Coppe continentali | Coppe continentali | Altre coppe | Altre coppe | Altre coppe | Totale | Totale |
| Stagione          | Squadra           | Comp              | Pres       | Reti       | Comp            | Pres            | Reti            | Comp               | Pres               | Reti               | Comp        | Pres        | Reti        | Pres   | Reti   |
| ----------------- | ----------------- | ----------------- | ---------- | ---------- | --------------- | --------------- | --------------- | ------------------ | ------------------ | ------------------ | ----------- | ----------- | ----------- | ------ | ------ |
| 2003-2004         | Roma              | A                 | 0          | 0          | CI              | -               | -               | CU                 | 0                  | 0                  | -           | -           | -           | 0      | 0      |
| 2004-2005         | Roma              | A                 | 6          | 0          | CI              | 3               | 0               | UCL                | 0                  | 0                  | -           | -           | -           | 9      | 0      |
| 2005-2006         | Ascoli            | A                 | 0          | 0          | CI              | -               | -               | -                  | -                  | -                  | -           | -           | -           | 0      | 0      |
| 2006-2007         | Roma              | A                 | 4          | 0          | CI              | 2               | 1               | UCL                | 1                  | 0                  | SI          | 0           | 0           | 7      | 1      |
| 2007-2008         | Grosseto          | B                 | 23         | 1          | CI              | 1               | 0               | -                  | -                  | -                  | -           | -           | -           | 24     | 1      |
| 2008-feb. 2009    | Roma              | A                 | 1          | 0          | CI              | 0               | 0               | UCL                | 0                  | 0                  | SI          | 0           | 0           | 1      | 0      |
| feb.-giu. 2009    | Novara            | 1D                | 11         | 2          | CI-LP           | 1               | 0               | -                  | -                  | -                  | -           | -           | -           | 12     | 2      |
| 2009-2010         | Cosenza           | 1D                | 20         | 1          | CI+CI-LP        | 0+4             | 0               | -                  | -                  | -                  | -           | -           | -           | 24     | 1      |
| 2010-2011         | Roma              | A                 | 0          | 0          | CI              | -               | -               | UCL                | -                  | -                  | SI          | -           | -           | 0      | 0      |
| 2011-gen. 2012    | Lanciano          | 1D                | 0          | 0          | CI+CI-LP        | 0+2             | 0               | -                  | -                  | -                  | -           | -           | -           | 2      | 0      |
| gen.-giu. 2012    | Roma              | A                 | 0          | 0          | CI              | -               | -               | UEL                | -                  | -                  |             |             |             | 0      | 0      |
| 2012-2013         | Roma              | A                 | 0          | 0          | CI              | -               | -               | -                  | -                  | -                  | -           | -           | -           | 0      | 0      |
| Totale Roma       | Totale Roma       | Totale Roma       | 11         | 0          |                 | 5               | 1               |                    | 1                  | 0                  |             | 0           | 0           | 17     | 1      |
| 2013-2014         | Aprilia           | SD                | 31         | 9          | CI-LP           | 1               | 0               | -                  | -                  | -                  | -           | -           | -           | 32     | 9      |
| nov. 2014-2015    | Monterotondo      | Ecc.              | 22         | 10         | CI-Dil          | 2               | 2               | -                  | -                  | -                  | -           | -           | -           | 24     | 12     |
| ott.-dic. 2015    | Santhià           | Ecc.              | 5          | 2          | CI-Dil          | -               | -               | -                  | -                  | -                  | -           | -           | -           | 5      | 2      |
| dic. 2015-2016    | Omegna            | Ecc.              | 17         | 1          | CI-Dil          | -               | -               | -                  | -                  | -                  | -           | -           | -           | 17     | 1      |
| 2016-2017         | Borgosesia        | D                 | 5+1        | 0          | CI-D            | 2               | 0               | -                  | -                  | -                  | -           | -           | -           | 8      | 0      |
| 2017-2018         | Borgosesia        | D                 | 8          | 0          | CI-D            | 1               | 1               | -                  | -                  | -                  | -           | -           | -           | 9      | 1      |
| Totale Borgosesia | Totale Borgosesia | Totale Borgosesia | 13+1       | 0          |                 | 3               | 1               |                    | -                  | -                  |             | -           | -           | 17     | 1      |
| Totale carriera   | Totale carriera   | Totale carriera   | 154        | 26         |                 | 18              | 4               |                    | 1                  | 0                  |             | 0           | 0           | 173    | 30     |

## Palmarès

### Club

#### Competizioni giovanili
- Campionato Primavera: 1

Roma: 2004-2005

#### Competizioni nazionali
- Coppa Italia: 1

Roma: 2006-2007